# نتیجه (کتاب)
نتیجه (انگلیسی: conclusion)، در کتاب مباحث پایان آن است که شامل مطالب اصلی است.

## نتیجه‌گیری
بخش پایانی کتاب مفاهیم فصول مختلف کتاب را بیان می‌کند. در کتب غیر داستانی ابتدا یافته‌های تحقیق، تحلیل می‌شود و سپس با استفاده از مطالبی که در مقدمه آمده، نتیجه‌گیری و جمع‌بندی صورت می‌پذیرد.

## مولفه لوگوسارسطو
بیانگر منطق گوینده است که در صدد توجیه و اقناع منطق مخاطب است. به عبارت دیگر، هنگامی که نویسنده یا شاعر یا خطیب ساختار منطقی و منسجمی را کار می‌گیرد و با براهین عقلی به استدلال می‌پردازد، در حقیقت به منطق و عقلانیت مخاطب ارج نهاده‌است.